# نادي بانلفسينياكوس لكرة السلة
نادي بانلفسينياكوس لكرة السلة (باليونانية: Πανελευσινιακός Α.Ο.Κ.)‏ هو فريق كرة سلة يوناني للمحترفين تأسس في سنة 1969. ينافس في دوري الدرجة الثانية.

## أبرز اللاعبين
من أبرز اللاعبين الذين لعبوا معه:
- محمد فايي
- مانوليس باباماكاريوس

## وصلات خارجية
- الموقع الرسمي